# جنین گرافلو
جِنین گرافلو (به انگلیسی: Janeane Garofalo) (‎/dʒəˈniːn ɡəˈrɒfəloʊ/‎؛ زاده ۲۸ سپتامبر ۱۹۶۴) بازیگر آمریکایی است.
از نقش‌های او می‌توان به گویندگی در انیمیشن ماجراهای راکی و بولوینکل و بازی در فیلم‌های عشق لطمه می‌زند، پسر کابلی، نیمه‌شب ماندگار، مردان اسرارآمیز، کبوترهای سفالی، پارک سگ، نیش واقعی، تابستان داغ و مرطوب آمریکایی، ده، حقیقت در مورد گربه‌ها و سگ‌ها، یک بازی کوچک، سرزمین عجایب، شما اهل کدام سیاره هستید؟، تسلیم، این فیلم را بدزدید!، زنبور عسل، خون‌سرد، سه‌شنبه خاکستر، پروژه لارامی و مرد منفی اشاره کرد.

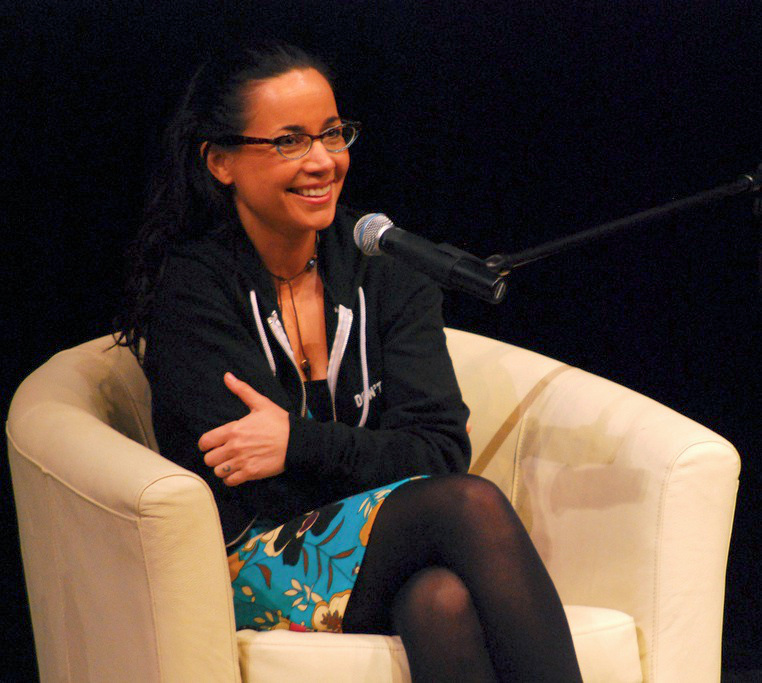
جانین گاروفالو در سپتامبر ۲۰۰۸